# كنيسة قصر البشارات
كنيسة قصر البشارات هي أحد كنائس مدينة عمّان الواقعة ضمن منطقة العبدلي، في جبل اللويبدة تحديدا - شارع ضرار بن الأزور. وهي قريبة من مجمع باصات العبدلي السابق ووزارة التربية والتعليم وكنيسة الأقباط في العبدلي. تتميز بقبتها الكبيرة ذات القرميد الأحمر.
قام ببناءها في أوائل الخمسينات «واصف بشارات» وهو سياسي أردني كان عضوا  في المجلس التشريعي الثالث ومجلس الأعيان الأول.